# La Torre del Duc
La Torre del Duc és una muntanya de 1.175 metres que es troba al municipi de Coll de Nargó, a la comarca de l'Alt Urgell.